# 特拉華帕克 (新澤西州)
特拉華帕克（英語：Delaware Park）是位於美國新澤西州沃倫縣的普查規定居民點。

## 人口
根據2020年美國人口普查的數據，特拉華帕克的面積為0.64平方千米，皆為陸地。當地共有人口739人，而人口密度為每平方千米1,154.69人。